# Trinity Bay, Queensland
Trinity Bay är en vik i Australien. Den ligger i kommunen Cairns och delstaten Queensland, omkring 1 400 kilometer nordväst om delstatshuvudstaden Brisbane.